# Miguel Romero Esteo
Miguel Romero Esteo (Miguel Romero García, Montoro, de Córdoba, 1930 - Málaga, 29 de noviembre del 2018) fue un dramaturgo y profesor universitario español, cuya obra forma parte del denominado teatro español de la posguerra.

## Biografía
Nace en la localidad cordobesa de Montoro en 1930, y en 1939 se traslada junto a su familia a Málaga.
En años de juventud, se licencia en Madrid en Periodismo y Ciencias Políticas, y realiza otros estudios universitarios en Filosofía, Teología y Ciencias Económicas. Además, estudió piano, órgano y composición, conocimientos que deja plasmados en la musicalidad de sus textos. 
Comenzó su carrera literaria en 1963, escribiendo poesía, novela y obras de teatro que fueron sistemáticamente prohibidas por la censura. Con sus grotescomaquias durante la década de los sesenta y setenta y siempre en el ámbito de la vanguardia teatral, Romero Esteo es considerado un excéntrico y enfant terrible a consecuencia de los escándalos que provocaron sus obras. Junto a Antonio Martínez Ballesteros configuraría la joven generación dramática del teatro de protesta y crítico del sistema político, dentro del denominado Nuevo Teatro Español.
Su segunda obra, Pontifical, que envió al Festival del Nuevo Teatro de Sitges, en 1966, provocó en el jurado una enconada lucha entre fieles al régimen y neoliberales. Esta grotescomaquia de 450 páginas, traspasaría todos los límites temporales de una representación teatral con sus ocho horas de duración. Su inmediata prohibición por la censura contribuyeron a que Pontifical circulara clandestinamente entre los estudiantes en ejemplares multicopiados y se convirtiera en símbolo del teatro oprimido de protesta.
En 1967 trabajó como redactor en el periódico madrileño Nuevo Diario, desde donde, y a través de sus artículos, da a conocer en España a los autores y las corrientes de la dramaturgia mundial más innovadoras. 
Estrena en 1972 en el Festival del Teatro Nuevo de Sitges la obra Paraphernalia de la olla podrida, la misericordia y la mucha consolación, un espectáculo que es llevado posteriormente a París, en el marco de la I Semana Antifranquista de la Universidad de la Sorbona, y en 1973 estrena Pasodoble en el Teatro Alfil durante el Festival de Teatro Nuevo de Madrid. Ambas obras se representan a lo largo y ancho de todo el territorio nacional durante varios años.
En la década de los ochenta compaginó su tarea de profesor universitario en la Facultad de Filosofía y Letras de la Universidad de Málaga, con la de autor teatral y director escénico.
Con la representación de El vodevil de la pálida, pálida, pálida rosa Romero Esteo estrenó por primera vez en un teatro comercial español, fue en el Teatro Jacinto Benavente en marzo de 1981.
Entre 1983 y 1984 fue director del Festival Internacional de Teatro de Málaga. 
En 1985, desde Estrasburgo le otorgan el Premio Europa por su obra, publicada en 1983, Tartessos.
En 1992 al fin es reconocido en su tierra con el Premio Andalucía de Teatro.
Doctorado en la UMA en 1994.
El 15 de julio de 1995 fue representada en la sala Strassenbahndepot de Berlín su obra Pasodoble. 
En 2001, durante una ponencia del XV Congreso de literatura española contemporánea titulada “Teatro y antiteatro. La vanguardia del drama experimental”, confirmó un rumor que le persiguía: Romero Esteo fue una vez propuesto para el Premio Nobel de Literatura, apostillando con ironía que «a mayores cretinos le habían entregado ese premio».
El 20 de octubre de 2008 lograría el Premio Nacional de Literatura Dramática otorgado por el Ministerio de Cultura de España por su obra Pontifical, cuarenta y dos años después de enviarla a aquel Festival de Nuevo Teatro en 1966.

## Obra
Romero Esteo cultivó el género dramático, pero se acercó también con frecuencia al ensayo y más ocasionalmente a la poesía y la novela.
El lingüista y académico Fernando Lázaro Carreter dijo de su obra que «nunca había visto ir a nuestro teatro tan lejos, ni de modo tan audaz e inteligente» y que «en algunas de las obras de Romero Esteo, están algunas de las cumbres de la literatura europea de todos los tiempos».
- El romancero de la mar y los barcos. Poemario del mar.
- Pizzicato irrisorio y gran pavana de lechuzos (Grotescomaquia), ed. del autor, Madrid, Cátedra, 1978. Escrita en 1961.
- Pontifical (Grotescomaquia), Madrid, Asociación de Alumnos de la R.E.S.A.D. y Ditirambo Teatro Estudio, 1971, 2 vols. Edición clandestina.   Pontifikale (versión alemana), Fráncfort. Suhrkamp Verlag, 1971. Escrita en 1966.
- Patética de los pellejos santos y el ánima piadosa (Grotescomaquia) Málaga, M.H.S, 1997. Escrita en 1970.
- Pasodoble (Grotescomaquia), en Primer Acto, 162, noviembre (1973). Escrita en 1971.
- Paraphernalia de la olla podrida, la misericordia y la mucha consolación (Grotescomaquia) (edición incompleta) en Estreno, Cincinnati University Press, marzo (1975). Escrita en 1971.
- Fiestas gordas del vino y el tocino (Grotescomaquia) Madrid, Júcar, 1975. Escrita entre 1972 y 1973.
- La oropéndola (Tragicomedia). Obra escrita en los años ochenta para televisión.
- Tartessos (Tragedia), Pipirijaina Revista de teatro y la Diputación de Málaga, Madrid, 1983.
- Liturgia de Gárgoris, rey de reyes (Tragedia), Málaga, Centro de Ediciones de la Diputación, 1987.
- Paraphernalia de la olla podrida, la misericordia y la mucha consolación (Grotescomaquia). Biblioteca Romero Esteo tomo I. Madrid, Fundamentos, 2005.
- Fiestas gordas del vino y el tocino (Grotescomaquia) Biblioteca Romero Esteo tomo II. Madrid, Fundamentos, 2005.
- Pontifical (Grotescomaquia). Biblioteca Romero Esteo tomo III. vol. I. Madrid, Fundamentos, 2005.
- Pontifical (Grotescomaquia). Biblioteca Romero Esteo tomo IV. vol. II. Madrid, Fundamentos, 2005.
- Pasadoble. Biblioteca Romero Esteo tomo V. Madrid, Fundamentos, 2007.
- Horror vacui (Grotescomaquia). Escrita entre 1974 y 1983. Tomo VI. Biblioteca Romero Esteo vol. III. Madrid, Fundamentos, 2005.
- Patética de los pellejos santos y el ánima piadosa / La oropéndola / Tinieblas de la madre Europa o Las naranjas de la tropa. Biblioteca Romero Esteo vol. VIII. Madrid, Fundamentos, 2009.
- Pizzicato irrisorio y gran pavana de lechuzos. Biblioteca Romero Esteo vol. IX. Madrid, Fundamentos, 2009.
- Bricolage. Biblioteca Romero Esteo vol. X. Madrid, Fundamentos, 2009.
- El vodevil de la pálida, pálida, pálida, pálida rosa. Madrid, Fundamentos, 2009. Escrita en 1975.
- Tartesos. Madrid, Fundamentos, 2012.

## Premios y reconocimientos
A su obra
- Premio Nacional de Literatura Dramática (2008)
- Premio Andalucía de Teatro (1992)
- Premio de Teatro Enrique Llovet por Liturgia de Gárgoris, rey de reyes (1987)
- Premio del Consejo de Europa, a través de la Bienale di Venezia en su XXXIII Festival Internacional de Teatro, por Tartessos (1985)
- Premio Pablo Iglesias de Teatro por Tartessos (1984)

Otros
- Hijo adoptivo de la ciudad de Málaga (2012)
- Hijo adoptivo de la Provincia de Málaga (2000)